# Art Hillhouse
Arthur Sherwood Hillhouse, detto Art (Rutherford, 12 giugno 1916 – Amelia, 27 ottobre 1980), è stato un cestista statunitense, professionista nella ABL e nella BAA.

## Palmarès
- 2 volte campione ABL (1946, 1948)
- Campione BAA (1947)